# Pekka Salminen

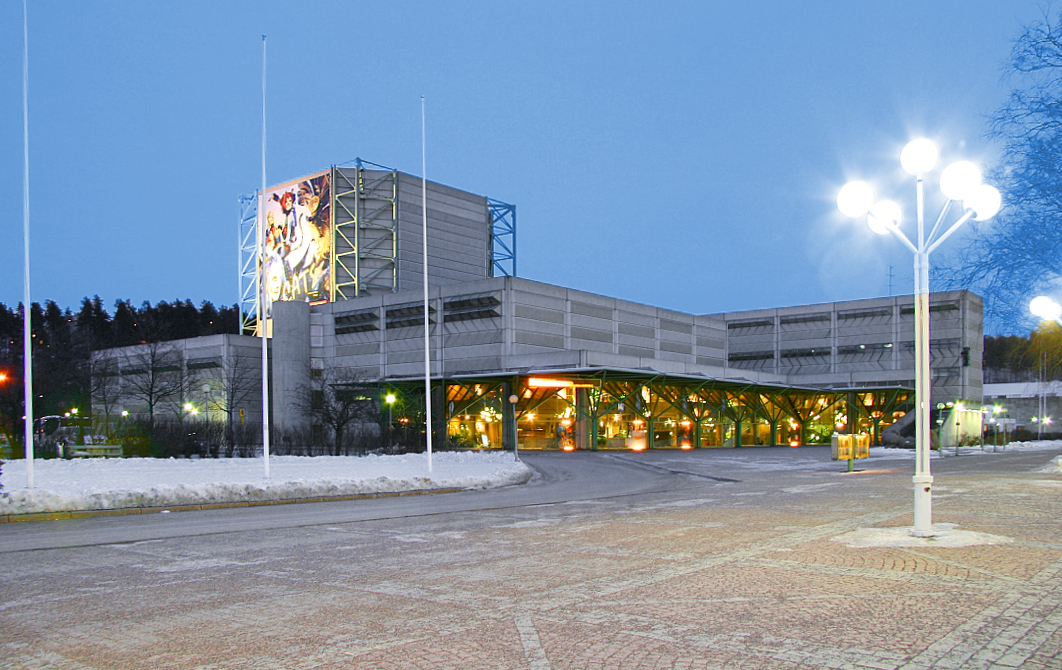
Lahtis stadsteater.

Pekka Einari Salminen, född 11 augusti 1937 i Tammerfors, död 30 maj 2024, var en finländsk ingenjör och arkitekt. 
Salminen studerade till en början byggnadskonstruktion och blev ingenjör i Tammerfors 1960, varefter han fortsatte vid Tekniska högskolan i Helsingfors och avlade arkitektexamen 1966. Han praktiserade hos bland andra Aarne Ervi och Timo Penttilä och grundade därefter egen byrå 1968. Han blev känd för sin konstruktivt genomtänkta modernism och planerade ett flertal framträdande byggnader. Hans genombrott skedde med planeringen av skidsportcentret och -läktaren i Lahtis (1977) och Lahtis stadsteater (1983, baserat på ett vinnande tävlingsförslag), som kännetecknas av monumentala betongkonstruktioner. Dessa framgångar ledde till många nya projekt, ofta baserade på segrande förslag i tävlingar; nämnas kan bland annat totalrenoveringen av Sibelius-Akademin (1983–1991), Lempäälä skol- och idrottscentrum (1983–1985), Halikko högstadium, gymnasium och idrottshall (1984–1990), Wärtsilä dieselfabrik i Åbo (1988), Vanda tekniska yrkeshögskola (1988 och 2000), Gamlas allaktivitetshus i Helsingfors (1991), polisskolan i Tammerfors (1992 och 2000) samt Olars högstadium och gymnasium i Esbo (1993). 
Salminen vann internationell berömmelse genom bland annat utrikesterminalen T2 (1996–1999), non-Schengen-terminalen (2001–2004) och parkeringsanläggningarna (1990–1995) vid Helsingfors-Vanda flygplats, ombyggnaden av Marienkirche i Neubrandenburg, Tyskland till konsertsal (2001) samt genom segern i tävlingen om ett administrativt och kulturellt centrum i Wuhan, Kina (2004). Han var ordförande för Finlands arkitektförbund 1986–1987 och för Finlands arkitektbyråers förbund 1998–1999. Han tilldelades professors titel 1998.
Pekka Salminen var chefsarkitekt vid skapandet av Strait Culture and Art Centre , som invigdes i Fuzhou i Kina den 10 oktober 2018. Arkitektbyrån PES-Arkitekter Ab grundad av honom 1968 fick uppdraget som resultat av en arkitekttävling byrån vann 2014.